# Transport express régional
El Transport exprés regional, conegut amb les sigles TER, (francès: Transport express régional) designa una marca comercial de SNCF Voyageurs que s'aplica als trens i autocars que operen en virtut d'acords amb les regions. El terme TER s'utilitza per designar tota l'activitat regional de transport o un tren que forma part d'aquesta activitat (tren exprés regional). Tots els trens de servei regional i local operats per SNCF Mobilités són trens TER, excepte a l'Illa de França, on s'utilitza la marca Transilien. Els trens TER organitzats per regions veïnes, però, donen servei a les estacions de París.

## Història

### Les fites de la regionalització
- 1 de gener de 1970: primer acord entre SNCF per una banda i DATAR així com el Ministeri de Transports d'altra banda, per al servei Métrolor Nancy - Metz - Thionville. El departament de la Mosel·la estava disposat a comprometre's amb aquesta convenció, però no el departament de Meurthe i Mosel·la. Després dels dos primers anys d'experimentació, l'acord fou signat pels dos departaments.
- juliol / août 1970: introducció del segon servei programat a les províncies, Métrazur, entre Canes, Niça i Menton. Limitat només a les vacances escolars d'estiu fins al 1979, el servei fou finançat per la mateixa SNCF durant les dues primeres temporades, després fou objecte d'un acord amb DATAR i el Consell General dels Alps Marítims.

Mapa de línies fèrries a França

## Llista dels TER per regió
- TER d'Alvèrnia-Roine-Alps
- TER de Borgonya-Franc Comtat
- TER del Gran Est (TER Fluo Grand Est)
- TER dels Alts de França
- TER de Normandia
- TER de Bretanya (TER BreizhGo)
- TER del Centre-Vall del Loira (Rémi)
- TER de Nova Aquitània
- TER d'Occitània
- TER del País del Loira (Aléop en TER)
- TER de Provença-Alps-Costa Blava